# Томацу, Нобудзо
Нобудзо Томацу (яп. 等松 農夫蔵 То:мацу Нобудзо:); 25 апреля 1896 — 28 декабря 1980) — адмирал Императорского флота Японии во Второй мировой войне. После своей отставки в 1946 году он работал бухгалтером и впоследствии стал одним из основателей известной аудиторской фирмы Deloitte Touche Tohmatsu, которая входит в Большую четвёрку.

## Биография
Томацу родился в городе Томиока префектуры Гумма 25 апреля 1896 года. Томацу закончил 6 классов Императорской морской интендантской академии в 1917 году. В своём классе он был 4-м по успеваемости среди 21 курсанта. Произведённый в офицеры в звании энсина, служил на линкоре Хюга и крейсерах Идзумо и Могами.
В 1922 году он был назначен на должность казначея в военно-морском арсенале Сасебо; позднее служил бухгалтером в Императорских судостроительном и военно-морском бюро. В 1934 году был направлен военно-морским атташе в Великобританию, где прослужил до 1936 года.
Во время Второй мировой войны Томацу был произведён в капитаны 1-го ранга и руководил несколькими бюро военно-морского флота, включая Бюро поставок и бухгалтерским бюро. В мае 1945 года он стал контр-адмиралом, а через год после капитуляции Японии помогал главнокомандующему союзными оккупационными войсками в бухгалтерском деле и обезвреживании артиллерийских арсеналов в стране. Томацу вышел в отставку в августе 1946 года.
В 1952 году Томацу стал сертифицированным аудитором и поступил на службу в зарубежную юридическую фирму в Токио. Томацу стал известным, так как обучал большое количество бухгалтеров в 1930-х и 1940-х годах. В 1967 году он стал президентом Японской ассоциации бухгалтеров.
В 1968 году Томацу вместе со своим бывшим студентом и выпускником Wharton Business School Ивао Томитой основал аудиторскую фирму Tohmatsu & Co. Фирма успешно развивалась и к моменту смерти Томацу в 1980 году стала одной из самых больших мировых аудиторских фирм. В 1975 году его фирма прошла слияние с фирмой «Touche Ross», в 1990 году фирма называлась «Deloitte & Touche», а в 1993 году имя Томацу было добавлено к названию всемирно известной компании «Deloitte Touche Tohmatsu».